# Вајат Ерп (филм)
Вајат Ерп (енгл. Wyatt Earp) је акционо пустоловни биографски вестерн филм, режисера Лоренса Каздана, са Кевином Костнером, Денисом Квејдом, Џином Хекманом, Џобет Вилијамс, Линденом Ешбијем, Џефом Фејом и Џоаном Гоинг у главним улогама.
Вајат Ерп је филм о човеку и његовој породици. Од Вичите до Доџ Ситија, до О.К. Корала у Тумстоуну, човек постаје мит на овом узбудљивом путовању романтике, авантуре и очајничке херојске акције. Филм нам показује добра и лоша времена једне од најпознатијих личности дивљег Запада.

## Радња
Филм о животу националног америчког хероја, легендарног шерифа Вајата Ерпа. Овај човек је рођен у малом граду Тумстоуну у Аризони и од детињства је сањао о војним подвизима. Вајатов живот је увек био испуњен невероватним и опасним авантурама, али је успео да изађе из сваке ситуације достојанствено. Уз помоћ свог верног пријатеља и бриљантног стрелца Дока Холидеја и његове браће, шериф Ерп успева да одржи мир и спокој у Тумстоуну. Једног дана, овај мир је поремећен појавом банде криминалаца који тероришу локално становништво, а Ерпу нема другог избора него да изазове бандите да им се једном заувек обрачуна.

## Улоге
| Глумац           | Улога               |
| ---------------- | ------------------- |
| Кевин Костнер    | Вајат Ерп           |
| Денис Квејд      | Док Холидеј         |
| Џин Хекман       | Николас Ерп         |
| Дејвид Ендруз    | Џејмс Ерп           |
| Линден Ешби      | Морган Ерп          |
| Џеф Феј          | Ајк Клантон         |
| Џоана Гоинг      | Џози Маркус         |
| Марк Хармон      | Џони Бијан          |
| Мајкл Мадсен     | Вирџил Ерп          |
| Кетрин О’Хара    | Али Ерп             |
| Бил Пулман       | Ед Мастерсон        |
| Изабела Роселини | Кејт „Велики Нос"   |
| Том Сајзмор      | Бат Мастерсон       |
| Џобет Вилијамс   | Беси Ерп            |
| Мер Винингам     | Мати Блејлок        |
| Џејмс Гамон      | господин Садерланд  |
| Карен Грасл      | госпођа Садерланд   |
| Рекс Лин         | Френк Маклори       |
| Рандл Мел        | Џон Клам            |
| Адам Болдвин     | Том Маклори         |
| Анабет Гиш       | Урила Садерланд     |
| Луис Смит        | Коврџави Бил        |
| Бети Бакли       | Вирџинија Ерп       |
| Алисон Елиот     | Лу Ерп              |
| Макензи Астин    | младић на чамцу     |
| Џим Кавизел      | Ворен Ерп           |
| Теа Лиони        | Сали                |
| Мартин Кав       | Ед Рос              |
| Џек Келер        | Боб Хач             |
| Крис Кам         | Били Клејборн       |
| Џон Лолор        | судија Спајсер      |
| Скот Пол         | млади Морган        |
| Брет Кален       | Садл Трамп          |
| Џон Каздан       | бармен              |
| Џон До           | Томи                |
| Лоренс Каздан    | коцкар (непотписан) |